# Ocarina II
Pour les articles homonymes, voir Ocarina (homonymie).
Albums de Diego Modena et Jean-Philippe Audin
Ocarina
(1991)
Ocarina II est un album de Diego Modena et Jean-Philippe Audin sorti en 1993. Ses morceaux sont des instrumentaux dominés par la flûte de pan, l'ocarina et le violoncelle, sur des rythmes reggae et pop.
Cet album est la "suite" de l'album Ocarina, célèbre pour son single Song for Ocarina, resté dans le Top 50 pendant 32 semaines, dont deux à la première place.

## Liste des pistes[3]
1. Ocarina II
2. Simple Merlene
3. Camilléva
4. Flying officer
5. Cantica (Flute solo)
6. Irwin
7. No no stranger
8. Lonely singer
9. Les oiseaux
10. Ocarina II (Flute solo)
11. Sparrow dream
12. Cantica